# Taló (nàutica)

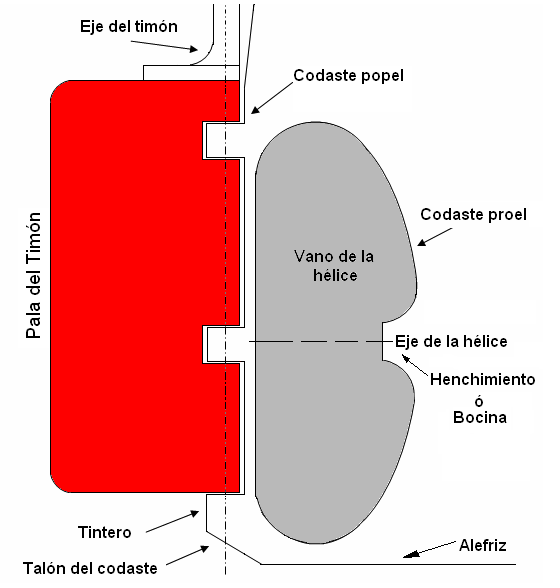
Taló a la part inferior del timó

En un vaixell, el taló és l'extremitat de la quilla en el seu extrem de popa i el xamfrà o tall oblic que s'hi s'ajusta i es fa intencionadament a l'angle o cantonada inferior del timó per tal que no es pugui introduir entre aquest i el codast cosa que impediria el joc. El primer s'anomena també patilla i alguns afegeixen que el veritable significat de taló (que així mateix es diu taló) és el peu del tallamar quan en tenir el vaixell molt llançament se li dona un ample major en aquella part per tal de disminuir la deriva.